# El Rosal (Cundinamarca)
Pour les articles homonymes, voir El Rosal.
El Rosal est une municipalité située dans le département de Cundinamarca, en Colombie.